# Nizhnekugoyeiski
Nizhnekugoyeiski (en ruso: Нижнекугоейский) es un jútor del raión de Zernograd del óblast de Rostov de Rusia. Está situado en la orilla derecha del río Kugo-Yeya, afluente del Yeya, frente a Kugoyéiskaya, 38 km al suroeste de Zernograd y 81 km al sureste de Rostov del Don, la capital del óblast. 
Pertenece al municipio Guliái-Borísovskoye.